# Charles Braswell
Charles Braswell (McKinney, 7 settembre 1924 – New York, 17 maggio 1974) è stato un attore statunitense.

## Biografia
Attivo soprattutto in campo teatrale, Braswell fece il suo debutto a Broadway nel musical Wildcat nel 1960, a cui seguirono i musical Sail Away con Elaine Stritch (1961) e Hot Spot (1963). Nel 1966 tornò a Broadway nel ruolo di Beauregard Jackson Picket Burnside, l'interesse sentimentale di Angela Lansbury nel musical di grande successo Mame; dopo due anni di repliche a Broadway, Braswell si unì anche alla tournée statunitense del musical, recitando accanto ad attrice come Celeste Holm ed Ann Miller. Nel 1970 tornò a Broadway per l'ultima volta nel musical di Stephen Sondheim Company; all'inizio delle repliche interpretava il ruolo minore di Larry ma nel corso delle oltre settecento repliche fu promosso al ruolo di maggior rilievo di Harry, un ruolo che tornò a interpretare nella tournée nazionale del 1971.
Braswell fu sposato con June Rose Brady, da cui ebbe le figlie Carle e Lisa

## Filmografia

### Cinema
- Sparate a vista (Pretty Boy Floyd), regia di Herbert J. Leder (1960)
- L'unico gioco in città (The Only Game in Town), regia di George Stevens (1970)

### Televisione
- Dragnet – serie TV, 1 episodio (1956)
- Il sergente Preston (Sergeant Preston of the Yukon) – serie TV, 2 episodio (1956-1957)
- The Silent Service - serie TV, 2 episodi (1957)
- La parola alla difesa (The Defenders) – serie TV, 1 episodio (1961)
- La città in controluce (Naked City) – serie TV, 1 episodio (1963)
- The Doctors – serie TV, 10 episodi (1964)